# Bureau de presse du Saint-Siège
Le Bureau de presse du Saint-Siège est un service d'information du Saint-Siège. Il publie les informations officielles relatives au pape et au Saint-Siège. Le bulletin est publié chaque jour en une ou plusieurs éditions. La langue de base est l'italien mais il est accessible en plusieurs langues sur le portail du Vatican.

## Histoire
Un « bureau d'information », dépendant de L'Osservatore Romano, est créé le 20 février 1939. Il fusionne en 1966 avec le « bureau de presse » spécial créé à l'occasion du concile Vatican II et prend son nom actuel, dépendant de la Commission pontificale pour les Communications sociales. Le pape Jean-Paul II définit le 28 mai 1986 ses attributions : « diffuser les nouvelles relatives aux actes du Souverain pontife et à l'activité du Saint-Siège ». Le bureau bénéficie d'un autonomie opérationnelle propre, à l'instar des autres moyens de communications du Vatican comme L'Osservatore Romano, Radio Vatican et le Centre de télévision du Vatican.
Le 28 juin 1988, le bureau de presse passe, en tant que « bureau spécial », sous l'égide de la Première section de la Secrétairerie d'État, ainsi qu'il l'est précisé dans la Constitution apostolique Pastor Bonus portant sur l'organisation de la Curie romaine.
Le 27 juin 2015 par le motu proprio L'attuale contesto comunicativo, le pape François crée le Secrétariat pour la communication ayant vocation à intégrer, sous quatre ans, les différents organismes gérant les médias et la communication du Saint-Siège, dont le bureau de presse.
Le 11 janvier 2019 Alessandro Gisotti, directeur par intérim de la salle de presse du Vatican, a présenté sa nouvelle équipe multilingue, composée de la franco-italienne Romilda Ferrauto, de l'américaine sœur Bernadette Reis, du péruvien Raul Cabrera Perez et de l'américain Thaddeus M. Jones
,. Matteo Bruni, laïc membre de la Communauté de Sant'Egidio, lui succède le 18 juillet 2019.

## Fonctionnement
La direction du bureau de presse est assuré par un directeur assisté d'un vice-directeur.
Certains bulletins sont délivrés « sous embargo » : l'accès y est autorisé uniquement aux journalistes accrédités auprès du bureau de presse, munis de leur carte d’accréditation valable. L'accès via internet s'effectue après identification.
Le bureau de presse publie également, depuis le 28 mars 1990, Vatican Information Service, un système d'information en quatre langues, et participe au site internet News.va, destiné à la communication du Saint-Siège.

## Direction de la salle de presse

### Directeurs
- 1966 - 1970 : Angelo Fausto Vallainc
- 1970 - 1976 : Federico Alessandrini
- 1976 - 1984 : Romeo Panciroli
- 1984 - 2006 : Joaquin Navarro-Valls, laïc espagnol, médecin
- 2006 - 2016 : Federico Lombardi, SJ, jésuite italien
- 2016 - 2018 : Greg Burke, laïc américain, journaliste[8].
  - 2018 - 2019 : Alessandro Gisotti, laïc italien, directeur ad interim
- depuis 2019 : Matteo Bruni, laïc britannique d'origine italienne[9]

### Vice-directeurs
- 1995 - 31 janvier 2016 : Ciro Benedettini, passionniste saint-marinais
- 1er février 2016 - 31 juillet 2016 : Greg Burke, laïc américain
- 1er août 2016 - 31 décembre 2018 : Paloma Garcia Ovejero, laïque espagnole, journaliste[8].
- depuis le 25 juillet 2019 : Cristiane Murray, laïque brésilienne, journaliste